# La Ligue des rouquins
La Ligue des rouquins ou L'Association des hommes roux  est une aventure de Sherlock Holmes, publiée par son auteur Arthur Conan Doyle en août 1891 dans le journal The Strand Magazine. La nouvelle a ensuite été rééditée en 1892 dans le recueil intitulé Les Aventures de Sherlock Holmes, rassemblant les douze premières nouvelles des aventures de Sherlock Holmes et succédant aux romans Une étude en rouge et Le Signe des quatre.

## Résumé
Jabez Wilson, petit prêteur sur gages, ancien charpentier de marine, qui tient une modeste boutique au coin de Saxe Coburg Square à Londres, demande l'aide de Sherlock Holmes après avoir intégré une certaine « Ligue des rouquins », financée par l'héritage d'un excentrique milliardaire américain décédé sans enfants et animé d'un étrange esprit philanthropique envers les rouquins comme lui. 
En effet, quelques semaines auparavant son jeune assistant, Vincent Spaulding, un étrange personnage, se comportant en employé zélé, qu'il avait embauché à un salaire ridiculement bas, lui a montré une annonce où il était écrit que toute personne rousse pouvait espérer pouvoir intégrer la « Ligue des rouquins » et ainsi gagner quatre livres par semaine, une forte somme pour l'époque et pour Wilson dont l'étude lui rapporte peu. Wilson s'était alors présenté et avait été engagé par un certain Duncan Ross (très roux lui aussi et membre de la ligue) . Sa mission était de recopier des pages de l'Encyclopædia Britannica de 10 h à 14 h. Pendant cette tranche horaire, en général creuse pour ses affaires, il laissait sa boutique aux soins de Vincent Spaulding. Grassement payé pour cette sinécure absurde, il l'avait accomplie ponctuellement. Il faut aussi ajouter que Ross avait bien insisté sur le fait qu'il devait toujours être ponctuel et ne jamais sortir pendant ces quatre heures de travail sous peine d'être licencié. Tout s'était très bien déroulé pendant plusieurs semaines. Toutefois, un jour alors que Wilson allait à son travail, il avait découvert sur la porte une feuille annonçant la dissolution de la Ligue des rouquins. Cette affaire devenant de plus en plus floue, il avait décidé de consulter Sherlock Holmes.
En réalité Vincent Spaulding, dont le physique caractéristique était bien connu d'Holmes, s'appelle en réalité John Clay et est un malfaiteur notoire, connu pour son infernal culot. Sherlock Holmes se rend sur place, frappe le sol devant la boutique de Jabez Wilson et en déduit que la cave est à l'arrière de la maison. En outre, cette minable échoppe de prêteur sur gages est « l'envers du décor » d'un immeuble bourgeois beaucoup plus cossu donnant sur Fleet Street et abritant une grande banque de règlements internationaux, qui vient d'accepter une énorme somme en napoléons d'or pour une garantie de transaction avec le gouvernement français. En outre, lorsqu'il toque à la porte, Vincent Spaulding (John Clay) ouvre et a le pantalon usé, déchiré et tâché au niveau des genoux. 
Il soupçonne la présence d'un tunnel entre les deux immeubles et comprend que l'affaire est brûlante : l'entourloupe de la Ligue des rouquins n'avait d'autre but que de tenir éloigné Jabez Wilson de sa boutique le temps nécessaire au creusement du tunnel à partir de la cave où, par ailleurs, le prétendu Spaulding s'enfermait souvent sous prétexte de développer des photos. La fin de cette ligue indique donc que le crime est imminent. 
Aidé de M. Meryweather le directeur de la banque, et de Peter Jones, un policier de Scotland Yard, Holmes et son fidèle Watson tendent une souricière nocturne dans les caves de la banque et c'est ainsi qu'ils empêchent un « casse du siècle » et permettent l'arrestation de Spaulding alias Clay, qui  avait méticuleusement préparé ce « casse » audacieux avec son complice. Son complice, Duncan Ross est arrêté en s'enfuyant de l'étude de Jabez Wilson où Sherlock Holmes avait fait placer des policiers. 

## Illustrations
Sidney Paget a réalisé les illustrations suivantes pour la première parution de la nouvelle (cliquer sur les vignettes pour les agrandir) :

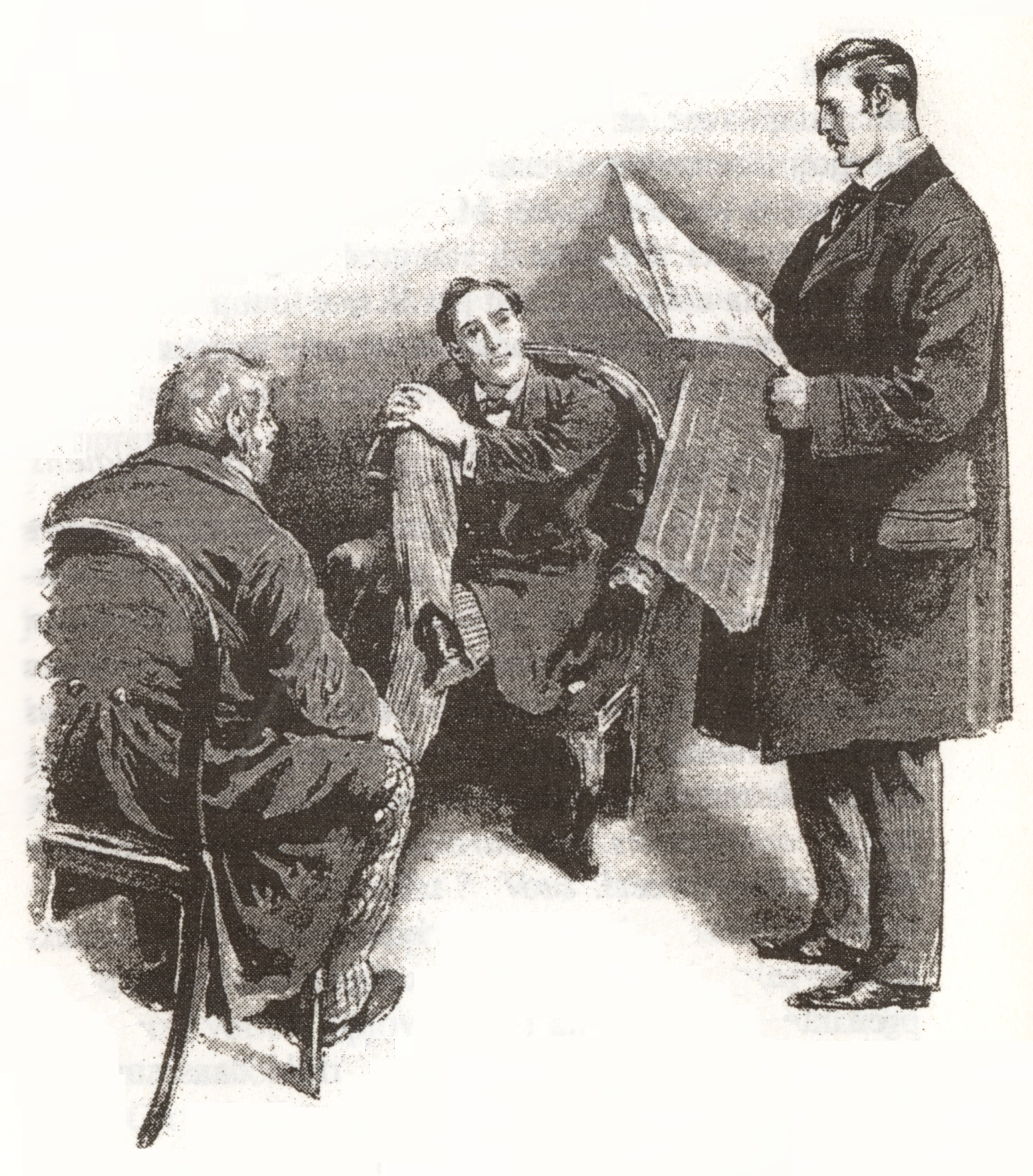
Watson lisant le journal en présence de Holmes et Jabez Wilson, au début de l'aventure.
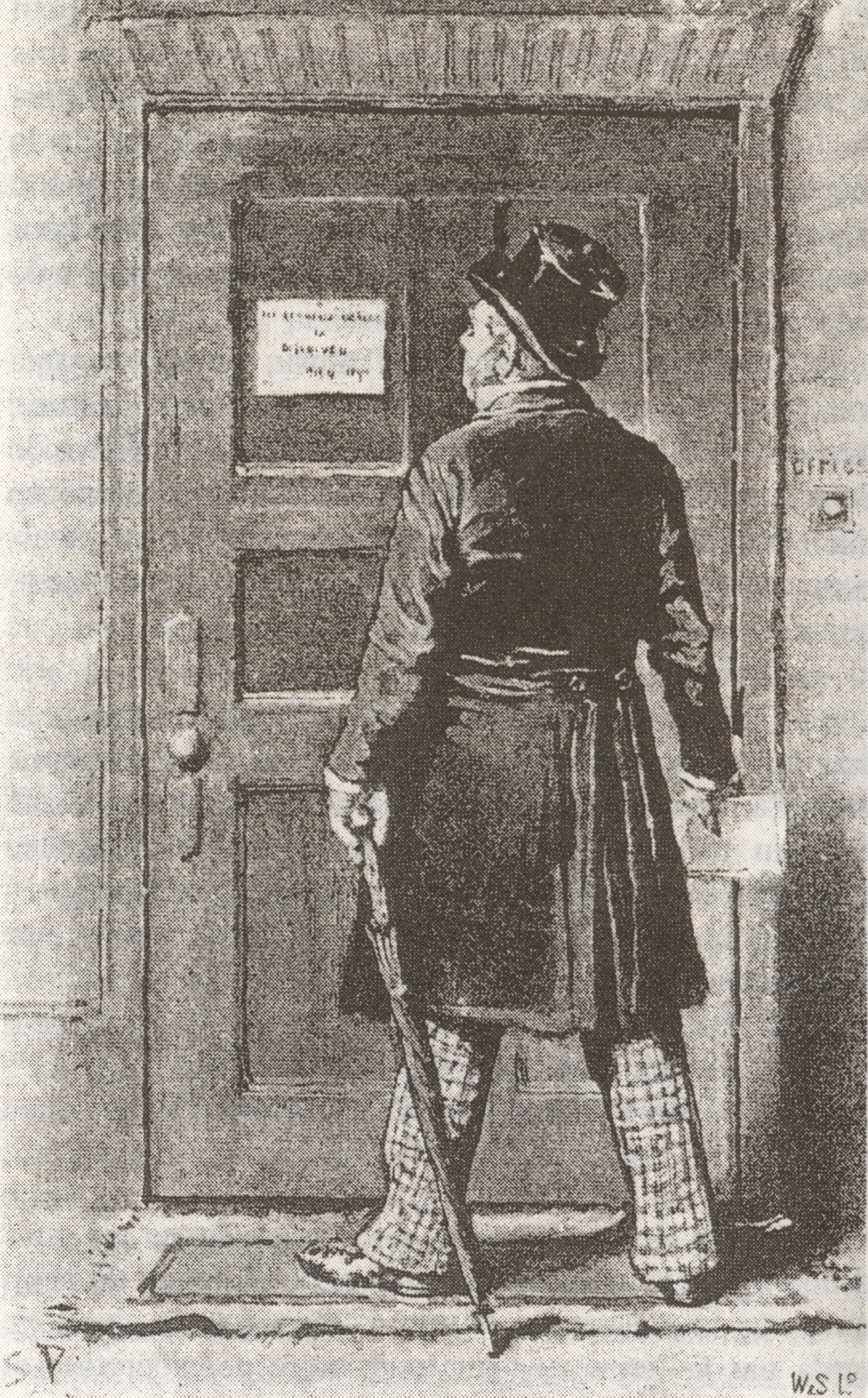
Jabez Wilson arrivant au local de la Ligue des rouquins, trouvant la porte fermée et une note expliquant que l'association est dissoute.

## Adaptations

### Cinéma et télévision
- 1921 : Un court-métrage muet faisant partie de la série Sherlock Holmes (série de films, 1921-1923), avec Eille Norwood dans le rôle de Sherlock Holmes et Hubert Willis dans le rôle de John Watson.
- 1954 : Épisode La Ligue des Cheveux Roux de la série Sherlock Holmes (série télévisée, 1954), avec Ronald Howard dans le rôle de Holmes et Howard Marion Crawford dans celui de Watson.
- 1965 : Épisode de la série Sherlock Holmes (série télévisée, 1964), avec Douglas Wilmer dans le rôle de Holmes et Nigel Stock dans celui de Watson.
- 1985 : Avant-dernier épisode de la saison 1 de Aventures de Sherlock Holmes (série télévisée), intitulé Les Têtes rouges, avec Jeremy Brett dans le rôle de Sherlock Holmes et David Burke dans celui de Watson. Cette adaptation introduit le professeur Moriarty dans l'histoire.
- 1988 : La parodie Élémentaire, mon cher... Lock Holmes, film réalisé par Thom Eberhardt en 1988, débute par l'arrestation de John Clay, qui a creusé un tunnel sous la galerie royale dans les mêmes circonstances que dans la nouvelle.

### Bande dessinée
La nouvelle est adaptée en manga par Haruka Komusubi et constitue l'une des enquêtes du recueil édité en français en 2015 par nobi nobi ! sous le titre Les Enquêtes de Sherlock Holmes.

### Livre audio
- Arthur Conan Doyle, La Ligue des rouquins [« The Red-Headed League »], Paris, La Compagnie du savoir, coll. « Les enquêtes de Sherlock Holmes », 2011 (BNF 42478154)Narrateur : Cyril Deguillen ; support : 1 disque compact audio ; durée : 47 min environ ; référence éditeur : La Compagnie du savoir CDS062. Le nom du traducteur n'est pas indiqué.